# Troféu HQ Mix de melhor projeto gráfico
Projeto gráfico é uma das categorias do Troféu HQ Mix, premiação brasileira dedicada aos quadrinhos que é realizada pela Associação dos Cartunistas do Brasil (ACB) e pelo Instituto do Memorial das Artes Gráficas do Brasil (IMAG) desde 1989.

## História
A categoria "Projeto gráfico" foi criada em 1989 com a finalidade de premiar livros, revistas ou coleções de quadrinhos que se diferenciem por seu aspecto gráfico e visual. Os vencedores são escolhidas por votação entre profissionais da área (roteiristas, desenhistas, jornalistas, editores, pesquisadores etc.) a partir de uma lista de sete indicados elaborada pela comissão organizadora do evento. O prêmio foi laureado até 2008, retornando apenas em 2019

## Vencedores e indicados
| Ano  | Ganhador                                                   | Autor                                                       | Editora              |
| 1989 | Chiclete com Banana                                        | Angeli                                                      | Circo                |
| 1990 |                                                            |                                                             | Martins Fontes       |
| 1991 | Chiclete com Banana                                        | Angeli                                                      | Circo                |
| 1992 | Fragmentos completos (Revista Goodyear Especial)           | Luiz Gê                                                     |                      |
| 1993 | Momotaro - o menino pêssego                                | Newton Foot                                                 | Ponkã                |
| 1994 | Território dos bravos                                      | Luiz Gê                                                     | 34                   |
| 1995 | Ken Parker - os cervos & um hálito de gelo                 | Giancarlo Berardi e Ivo Milazzo                             | Ensaio               |
| 1996 | Rolling Stones - Voodoo Lounge                             | Dave McKean                                                 | Abril Jovem          |
| 1997 | No coração da tempestade                                   | Will Eisner                                                 | Abril Jovem          |
| 1998 | Graffiti 76% Quadrinhos                                    | vários autores                                              | independente         |
| 1999 | Graffiti 76% Quadrinhos                                    | vários autores                                              | independente         |
| 2000 | Graffiti 76% Quadrinhos                                    | vários autores                                              | independente         |
| 2001 | Graffiti 76% Quadrinhos                                    | vários autores                                              | independente         |
| 2002 | Fábrica de Quadrinhos                                      | vários autores                                              | Devir                |
| 2003 | Ragú Cordel                                                | vários autores                                              | independente         |
| 2004 | Front                                                      | vários autores                                              | Via Lettera          |
| 2005 | À sombra das torres ausentes                               | Art Spiegelman                                              | Companhia das Letras |
| 2006 | Cidades Ilustradas – Salvador / Cidades Ilustradas - Belém | Marcello Quintanilha (Salvador) e Jean-Claude Denis (Belém) | Casa 21              |
| 2007 | Sandman                                                    | Neil Gaiman                                                 | Conrad               |
| 2008 | Laertevisão - coisas que não esqueci                       | Laerte                                                      | Conrad               |
| 2019 | Box Noites de Trevas - Metal x Sepultura                   |                                                             | Panini Comics        |
| 2020 | Cartas para Ninguém Diana Salu / Padê                      | Cartas para Ninguém Diana Salu / Padê                       | [ 13 ]               |
| 2021 | Fibrilação Samuel de Gois / independente                   | Fibrilação Samuel de Gois / independente                    | [ 14 ]               |
| 2022 | Rusty Brown Chris Ware / Quadrinhos na Cia.                | Rusty Brown Chris Ware / Quadrinhos na Cia.                 | [ 15 ]               |
| 2023 | Colorbar Daniel Bretas / independente                      | Colorbar Daniel Bretas / independente                       | [ 16 ]               |